# Чемпіонат світу з трекових велоперегонів 1978
Чемпіонат світу з трекових велоперегонів 1978 проходив з 16 по 21 серпня 1978 року в Мюнхені, ФРН. Усього на чемпіонаті розіграли 12 комплектів нагород — 10 у чоловіків та 2 у жінок.

## Медалісти

### Чоловіки
Професіонали
| Дисципліна                         | Золото          | Срібло        | Бронза             |
| Спринт                             | Накано Коїчі    | Дітер Беркман | Суґата Йошікацу    |
| Індивідуальна гонка переслідування | Грегор Браун    | Рой Шуйтен    | Жан-Люк Ванденбрук |
| Гонка за лідером                   | Вілфрід Пеффґен | Мартін Венікс | Сеес Стам          |

Аматори
| Дисципліна                         | Золото                                                             | Срібло                                                              | Бронза                                                                  |
| Спринт                             | Антон Ткач                                                         | Емануель Раш                                                        | Крістіан Дрешер                                                         |
| Гіт на 1000 м                      | Лотар Томс                                                         | Джоселін Ловелл                                                     | Райнер Хьоніш                                                           |
| Індивідуальна гонка переслідування | Детлеф Мака                                                        | Норберт Дюрпіш                                                      | Уве Унтервальдер                                                        |
| Командна гонка переслідування      | НДР Уве Унтервальдер Ґеральд Мортаґ Маттіас Віґанд Фолькер Вінклер | СРСР Володимир Осокін Василій Ерліх Віталій Петраков Ігор Пилипенко | Швейцарія Роберт Ділл-Бунді Урс Фройлер Ганс Кенель Вальтер Баумгартнер |
| Спринт на тандемах                 | Чехословаччина Владимир Вацкарж Мирослав Вимазал                   | США Джеральд Еш Леслі Барчевскі                                     | Нідерланди С'яак Пітерс Лоуренс Вельдт                                  |
| Гонка за лідером                   | Райнер Подлеш                                                      | Маттеус Пронк                                                       | Мартін Рітвельд                                                         |
| Гонка за очками                    | Ноель Дейонкере                                                    | Вальтер Баумгартнер                                                 | Жан-Жак Реб'єр                                                          |

### Жінки
| Дисципліна                         | Золото               | Срібло       | Бронза           |
| Спринт                             | Галина Царьова       | Сью Новара   | Іва Заїчкова     |
| Індивідуальна гонка переслідування | Кеті ван Оостен-Гахе | Анн Рімерсма | Луїджина Біссолі |

## Загальний медальний залік
| Місце  | Країна         | Золото | Срібло | Бронза | Загалом |
| ------ | -------------- | ------ | ------ | ------ | ------- |
| 1      | НДР            | 3      | 2      | 3      | 8       |
| 2      | ФРН            | 3      | 1      |        | 4       |
| 3      | Чехословаччина | 2      |        | 1      | 3       |
| 4      | Нідерланди     | 1      | 4      | 3      | 8       |
| 5      | СРСР           | 1      | 1      |        | 2       |
| 6      | Бельгія        | 1      |        | 1      | 2       |
| 6      | Японія         | 1      |        | 1      | 2       |
| 8      | США            |        | 2      |        | 2       |
| 9      | Швейцарія      |        | 1      | 1      | 2       |
| 10     | Канада         |        | 1      |        | 1       |
| 11     | Франція        |        |        | 1      | 1       |
| 11     | Італія         |        |        | 1      | 1       |
| Всього | Всього         | 12     | 12     | 12     | 36      |